# Xeníades
Xeníades (en llatí Xeniades, en grec antic Ξενιάδης) va ser un filòsof grec nadiu de Corint que s'acostuma a situar entre els presocràtics.
No es coneix l'època en què va florir. El poc que se sap d'ell prové de Sext Empíric que diu que defensava les opinions més escèptiques i assegurava que totes les opinions eren falses i que no hi havia res de verdader a tot l'Univers. Sext Empíric sembla derivar el seu coneixement de Demòcrit, i més d'una vegada barreja les opinions de Xeníades amb les de Xenòfanes de Colofó.